# Mladějov na Moravě
Mladějov na Moravě település Csehországban, a Svitavyi járásban. Mladějov na Moravě Trpík, Dětřichov, Anenská Studánka, Kunčina és Rychnov na Moravě településekkel határos. Lakosainak száma 462 fő (2024. január 1.).

## Népesség
A település lakosságának változását az alábbi diagram mutatja:
| Lakosok száma | 902  | 918  | 847  | 668  | 607  | 435  | 440  | 423  | 429  | 462  |
|               | 1869 | 1900 | 1921 | 1961 | 1980 | 2011 | 2016 | 2019 | 2021 | 2024 |